# Germaine Lubin
Germaine Lubin fue una soprano dramática francesa nacida en París el 1 de febrero de 1890 y fallecida en París el 27 de octubre de 1979.

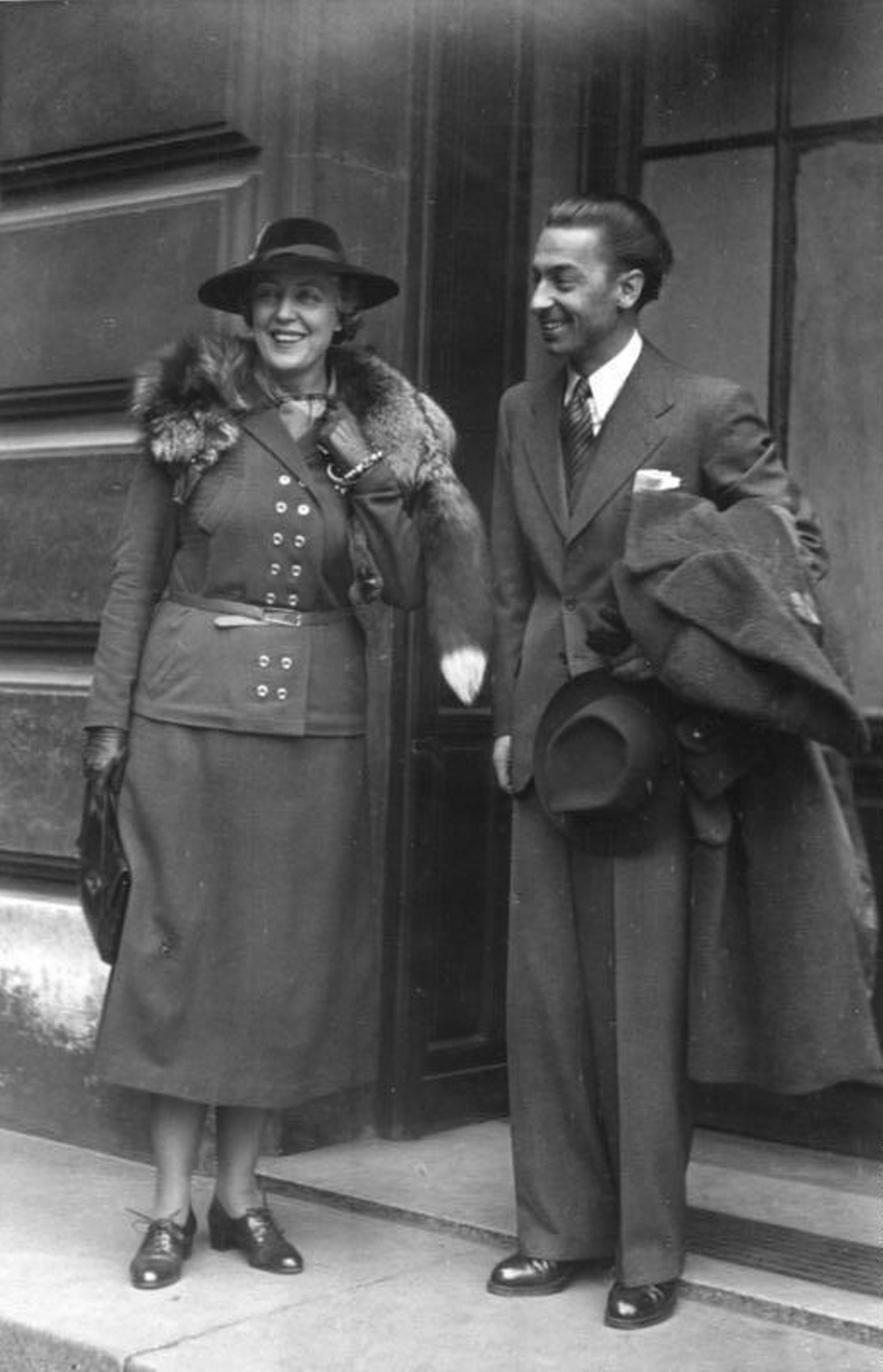
Con el director Herbert von Karajan en 1941 en la Opera de París.

## Biografía
Considerada la máxima soprano wagneriana francesa de su época, solo comparable a Kirsten Flagstad y Frida Leider, poseyó una voz inmensa y bella estampa actuando en la Ópera de París ( donde triunfó como Penélope, Casandra, Marguerite, Charlotte, Louise, Alceste, Elektra  Ariane, Ariadne, Donna Anna, Iphigenie y otras) en Berlín, en Covent Garden, y en el Festival de Bayreuth.
Hija de una parisina y un farmacéutico de Guyana (Samuel Lubin) había estudiado en el Conservatorio de París con Félia Litvinne y Suzanne Cesbron-Viseur (a su vez discípula de Pauline Viardot-García y Victor Maurel), Lilli Lehmann, Marie Gutheil-Schoder y Jean de Reszke; sus interpretaciones como Kundry, Brunilda, Isolda, Elsa, Senta, Sieglinda y Eva fueron muy apreciadas así como Tosca, Sigurd, la Mariscala de El caballero de la rosa y Fidelio de Beethoven.
En 1912 debutó como Antonia en Los cuentos de Hoffmann en la Opera-Comique y en 1915 en el Palais Garnier (Ópera de París) como Marguerite en Faust. En esa casa lírica participa en los estrenos mundiales de La Légende de Saint Christophe de Vincent d'Indy, La Chartreuse de Parme de Henri Sauguet y Maximilien de Darius Milhaud. Intérprete favorita de Gabriel Fauré.
En París estrena Elektra de Richard Strauss y en 1930 su primer Tristan e Isolda (en francés) y en 1938 (en alemán) dirigida por Wilhelm Furtwängler. En 1940 reabre la Opera parisina - en la ciudad ocupada por los alemanes - cantando Alceste, la Mariscala, Fidelio e Isolda y en 1942 canta en un concierto en el Musee de l'Orangerie para una exposición del escultor Arno Breker.
Durante la Segunda Guerra Mundial, Lubin cantó en el Festival de Bayreuth (debut en 1938 como Kundry) donde Hitler, visitante frecuente, la halagó como la mejor Isolda que había escuchado y en el París ocupado por las fuerzas alemanas donde cantó dirigida por Herbert von Karajan. En 1938 cantó dirigida por Victor de Sabata y Franz von Hoesslin.
La cantante se había separado de su esposo, el poeta Paul Géraldy con quien tuvo su único hijo, Claude Geraldy, para mantener un romance con el Mariscal Petain. Su hijo cayó prisionero durante la guerra.
Su carrera terminó cuando fue procesada por acusaciones de colaboracionismo con el régimen nazi como otros artistas (Alfred Cortot y Serge Lifar, entre otros). En el juicio de 1946 no fueron suficientes los alegatos en su favor (había salvado y refugiado a muchos franceses, incluso judíos) siendo condenada a "dégradation nationale", confiscación de todas sus propiedades e "interdiction de séjour", una variante de exilio.
Se le quitó el pasaporte pero logró exilarse en Italia.
Finalmente rehabilitada en 1950 volvió a cantar en recitales pero cuando su hijo se suicidó en 1953 no retornó al escenario.
Se dedicó a la enseñanza en el conservatorio parisino, entre sus discípulos se contó Régine Crespin quien la sucedió en algunos de sus roles, Udo Reinemann, Suzanne Sarroca y Joyceline Taillon.